# 43. sydlige breddekreds
Den 43. sydlige breddekreds (eller 43 grader sydlig bredde) er en breddekreds, der ligger 43 grader syd for ækvator. Den løber gennem Atlanterhavet, det Indiske Ocean, Australasien, Stillehavet og Sydamerika.